# Gavin McInnes
Gavin Miles McInnes (* 17. července 1970 Hitchin, Spojené království) je anglický komik, herec, zpěvák, spisovatel a krajně pravicový politický komentátor. Spoluzakladatel společnosti Vice Media a moderátor The Gavin McInnes Show na Compound Media. Přispívá na konzervativní portál The Rebel Media a do Taki's Magazine. Je zakladatelem ultrapravicového, neonacistického hnutí Proud Boys, které je v Kanadě považováno za teroristickou skupinu. Je znám pro své konzervativní názory a politicky nekorektní humor.

## Mládí a osobní život
McInnes se narodil skotským rodičům v Hitchinu v Hertfordshire v Anglii a jako dítě se přistěhoval do Kanady. Vystudoval Carleton University v Ottawě, poté se přestěhoval do Montrealu.
V roce 1994 spoluzaložil spolu se Surooshem Alvim a Shanem Smithem časopis Vice. V roce 2001 se spolu s přesunem Vice Media přestěhoval do New Yorku. Je držitelem kanadského i britského občanství a žije v Larchmontu v New Yorku. V USA pobývá na zelenou kartu. Má tři děti s newyorskou publicistkou s indiánskými kořeny.
V roce 2013 oznámil svoji konverzi od ateismu ke katolicismu.

## Mediální angažmá
Moderátor pořadu Get Off My Lawn, dříve působil v Conservative Review Television, je přispěvatelem do Taki's Magazine a dříve byl také častým hostem televizních programů na Fox News a TheBlaze a přispěvatel do The Rebel Media.[chybí lepší zdroj]
Během svého působení ve Vice byl McInnes nazýván vůdčí osobností newyorské hipsterské subkultury.
V roce 2018 byl McInnes propuštěn z Blaze Media. Byl mu také omezen přístup na Twitter, Facebook a Instagram kvůli porušení podmínek používání souvisejících s propagací násilných extremistických skupin a nenávistných projevů. V červnu 2020 mu byl pozastaven také účet na YouTube kvůli porušení zásad YouTube ohledně nenávistných projevů a zveřejňování obsahu, který „oslavuje [a] podněcuje násilí vůči jiné osobě nebo skupině lidí“.

## Politický aktivismus
Po odchodu z Vice v roce 2008 se McInnes stal známým svými krajně pravicovými politickými názory. Je zakladatelem Proud Boys, neofašistické výhradně mužské organizace zasazující se „o práva mužů“, kterou organizace Southern Poverty Law Center klasifikovala jako „obecně nenávistnou“ organizaci. Odmítl tuto klasifikaci a tvrdil, že skupina „není extremistickou skupinou a nemá vazby na bílé nacionalisty“.
Kanadský Úřad pro veřejnou bezpečnost označil 3. února 2021 ultrapravicovou organizaci Proud Boys za teroristický subjekt.